# Léonide Massine

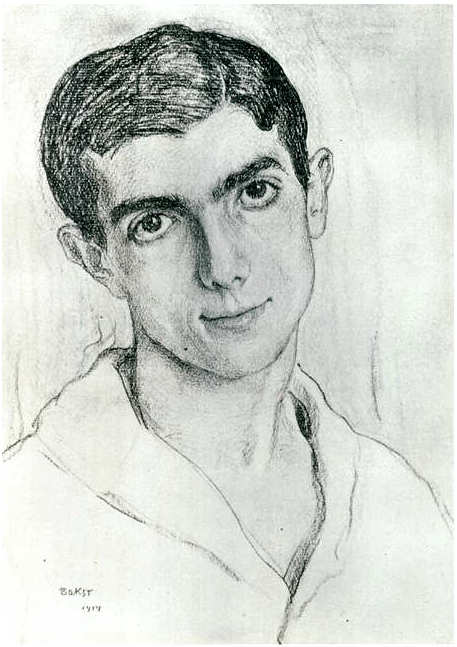
Leonid Massine, door Leon Bakst, 1914

Léonide Massine, eigenlijk Leonid Fjodorovitsj Mjasin (Russisch: Леонид Фёдорович Мясин) (Moskou, 28 juli 1896 – Borken, 15 maart 1979) was een Russisch balletdanser en choreograaf.

## Leven
Massine kreeg zijn dansopleiding aan het Bolsjojtheater te Moskou. Hij werd ontdekt door Sergej Diaghilev en was van 1915 tot 1921 de mannelijke sterdanser in diens Ballets Russes, waar hij de opvolger was van Vaslav Nijinsky. Reeds tijdens deze periode begon hij ook choreografieën te maken. Met name zijn avantgardistische balletspektakel Parade (1917, op muziek van Eric Satie, met een verhaallijn van Jean Cocteau en decor en kostuums ontworpen door Picasso) baarde veel opzien.
Na Diaghilevs dood in 1929 bouwde hij zijn faam als choreograaf verder uit in de Verenigde Staten, met de Ballet Russe de Monte Carlo, het gezelschap dat als opvolger wordt beschouwd van de Ballets Russes. In 1933 creëerde Massine het eerste volledig symfonische ballet, Les Présages, op Tsjaikovski's Symphonie No. 5. Zijn grootste roem verkreeg hij in 1936 met zijn choreografie van Hector Berlioz' Symphonie fantastique, in welke productie hijzelf de rol van de jonge musicus danste, naast Tamara Toumanova. 
Na de Tweede Wereldoorlog speelde Massine in een aantal balletfilms van Powell and Pressburger, waaronder The Red Shoes (1948), waarin hij de rol van schoenmaker speelde. Later deed hij ook zelf de choreografie voor een aantal dansfilms.
Massine werd in 2002 opgenomen in de National Museum of Dance and Hall of Fame.

## Trivia
- Massine had in het begin van zijn carrière een homoseksuele relatie met Sergej Diaghilev, maar was volgens Diaghilevs biograaf Sjeng Scheijen zonder twijfel heteroseksueel. Hij was goed bevriend met Picasso, met wie hij zijn liefde voor rokkenjagen deelde.

## Choreografieën
- Soleil de Nuit (1915)
- Liturgy (1915)
- The Good-Humoured Ladies (1917)
- Parade (1917)
- Boutique Fantasque (1919)
- Der Dreispitz (1919)
- Pulcinella (1920)
- Salade (1924)
- Beau Danube (1924)
- Les Matelots (1925)
- Zéphire et Flore (1925)
- Ode (1928)
- The Miracle (1932)
- Les Présages (1933)
- Jeux d'Enfants (1933)
- Choreatrium (1933)
- Union Pacific (1943)
- Symphonie Fantastique (1936)
- Gaîté Parisienne (1938)